# Norm Snead
Norman Bailey Snead, detto Norm (Contea di Halifax, 31 luglio 1939 – Naples, 14 gennaio 2024), è stato un giocatore di football americano statunitense che giocò nel ruolo di quarterback nella National Football League (NFL). Fu scelto come secondo assoluto nel Draft NFL 1961 dai Washington Redskins. Al college giocò a football alla Wake Forest University.

## Carriera professionistica
Snead fu scelto come secondo assoluto dai Washington Redskins nel Draft 1961. Rimase con essi per due stagioni, venendo convocato per il Pro Bowl nella seconda e nella terza. Nel 1964, i Philadelphia Eagles scambiarono l'esperto Sonny Jurgensen e il defensive back Jimmy Carr coi Redskins per il promettente Snead e il defensive back Claude Crabb. Giocò con gli Eagles fino al 1970, venendo convocato per il suo terzo Pro Bowl nel 1965. Dopo un'annata trascorsa coi Minnesota Vikings nel 1971, Snead passò ai New York Giants nel 1972, venendo subito convocato per il quarto e ultimo Pro Bowl in carriera. A metà della stagione 1974 passò ai San Francisco 49ers, dove rimase anche tutta la successiva. Concluse la carriera facendo ritorno ai Giants per un'ultima annata nel 1976.

## Palmarès
- Convocazioni al Pro Bowl: 4

1962, 1963, 1965, 1972
- Numero 16 ritirato dai Wake Forest Demon Deacons

## Statistiche
| Yard passate      | 30.797 |
| Touchdown         | 196    |
| Intercetti subiti | 257    |
| Passer rating     | 65,5   |